# Elista
Elista (rusky Элиста́; kalmycky Элст / Elst) je hlavní město Kalmycka, republiky na jihu Ruské federace. Žije zde přibližně 104 tisíc obyvatel, z toho Kalmykové tvoří asi 50 % a Rusové 45 %. Z průmyslu převažuje spotřební a potravinářský. Ve městě je univerzita (od roku 1970), roku 1996 byl otevřen největší kalmycký buddhistický chrám.
Sídlo vzniklo okolo roku 1865, status města má od roku 1930. V letech 1944 až 1957 se Elista jmenovala Stepnoj (podle okolních stepí).
Elista má železniční spojení pouze ve směru na Stavropol (provozována je jen nákladní doprava), silniční spoje vedou také na Volgograd a Astrachaň.

## Dějiny
Na podzim roku 1865 zde bylo 15 statků, tento rok se současně považuje za rok založení města. Status města má Elista od roku 1930. 31. prosince 1942 bylo město osvobozeno Rudou armádou a přibližně rok poté bylo obyvatelstvo obviněno z kolaborantství s Němci a stalinským rozhodnutím násilně vysídlené do Kazachstánu, na Sibiř a do střední Asie. V roce 1944 byla Kalmycká ASSR zrušena a Elista byla pod názvem Stepnoj (rus. Степной) přidružena ke Stavropolskému kraji. Znovu byla ustanovena v roce 1957 a v témže roce se do ní začali vracet i původní přesídlení obyvatelé a Elista se postupně stala politickým, administrativním, ekonomickým a kulturním centrem Kalmycké republiky.

## Pamětihodnosti

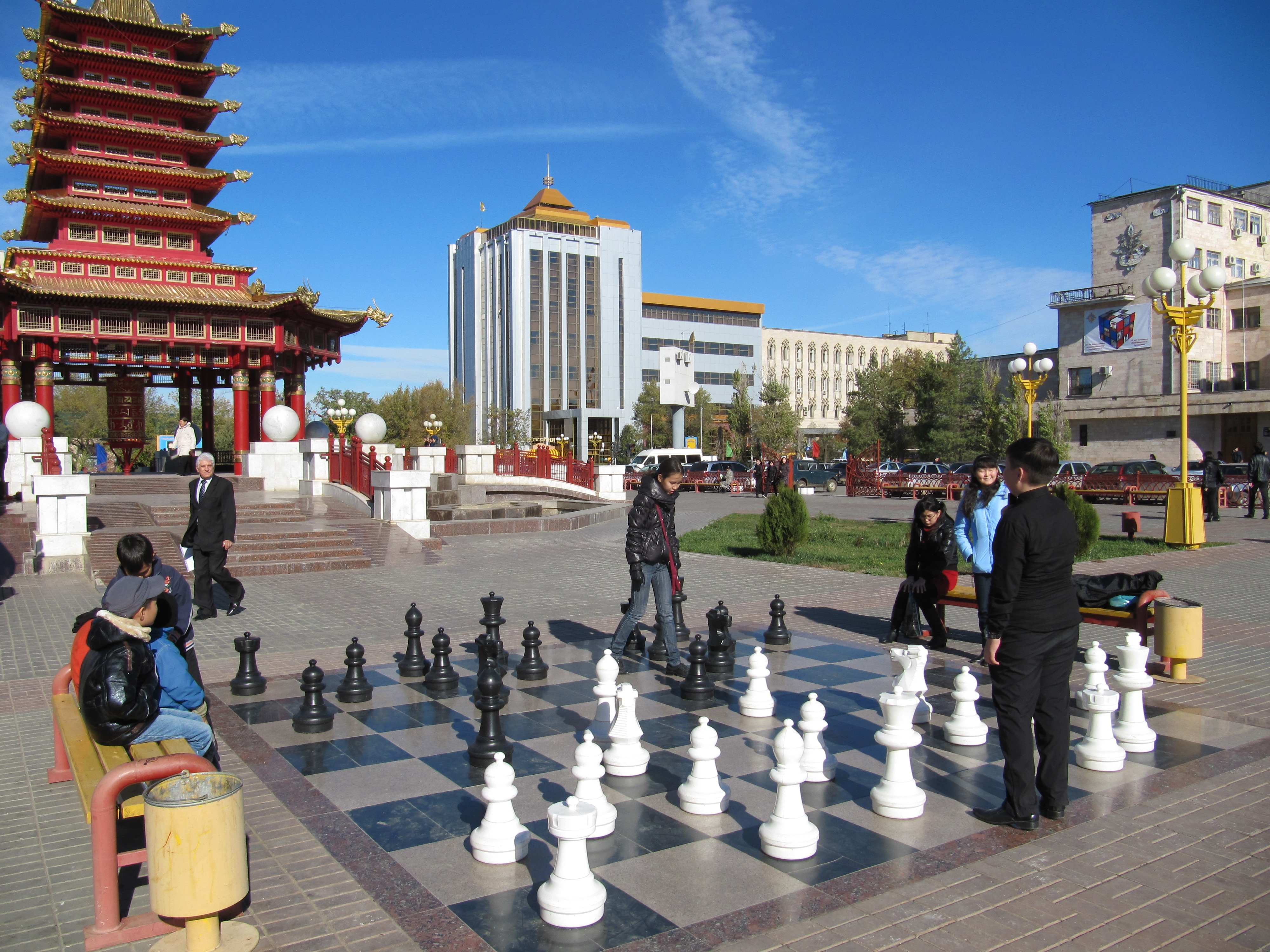
Šachy v Elistě

Vzhledem k charakteru obyvatelstva se ve městě míchají dvě kultury: vedle původní kalmycké tradice (buddhismus) se zde nacházejí ruské památníky především z doby komunismu. Centrální a největší náměstí města nese jméno V. I. Lenina. V současnosti se tam nachází komplex Pagoda 7 dní, fontána Tři lotosy a památník připomínající šachovou olympiádu, která se zde konala v roce 1998. Na kopci v severní části byl vybudován památník osvoboditelům města (6. gardová tanková brigáda 28. armády) a v parku Družba byl vybudován komplex na památku padlým hrdinům občanské a Velké vlastenecké války. Na Náměstí Gorodovikova zase stojí památník hrdinovi Sovětského svazu, veliteli O. I. Gorodovikovi (1878-1960).
6. července 1995 na 60. narozeniny dalajlámy byla v centru města odhalena socha sedícího Buddhy, zhotovená z bílého uralského mramoru. Dnes je toto místo významným kulturním bodem města. Ve městě se nachází i památník věnovaný pohádkářům, kteří opěvovali tradiční kalmycký epos Džangar, dnes nejrozšířenější národní dílo Kalmycka. Ve městě se také nachází památník věnovaný obětem stalinských deportací a návratu deportovaných v letech 1943–1957.